# Cerdon (Ain)
Cerdon es una comuna francesa situada en el departamento de Ain, de la región de Auvernia-Ródano-Alpes. Pertenece a la comunidad de comunas Rives de l'Ain - Pays du Cerdon.

## Demografía
| 709 | 724 | 652 | 647 | 672 | 672 | 758 | 749 | 779 |
| Para los censos de 1962 a 1999 la población legal corresponde a la población sin duplicidades (Fuente: INSEE [Consultar]) |     |     |     |     |     |     |     |     |